# Crescent (architettura)

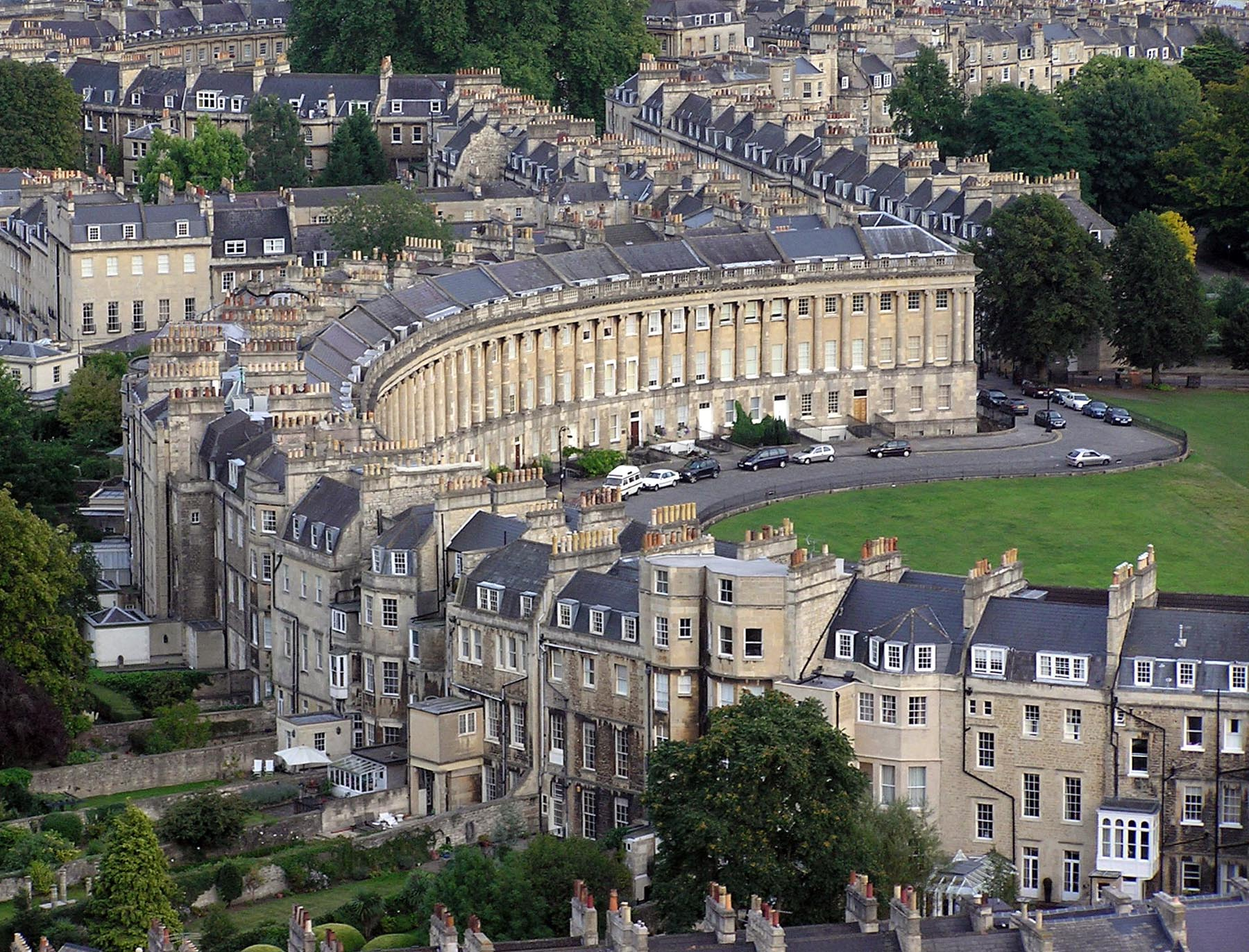
Veduta del Royal Crescent di Bath

Il crescent, dall'inglese "mezzaluna", indica una serie di unità immobiliari disposte a schiera, a formare un blocco unitario lungo un perimetro semicircolare, in genere aperto verso la campagna; la parola è anche traducibile come "strada a esedra".
Il primo esempio (1767-1774) è il Royal Crescent nella cittadina termale di Bath, ad opera di John Wood il Giovane.